# Stanley Wilson
Pour les articles homonymes, voir Wilson.
Stanley Wilson est un compositeur américain né le 25 novembre 1917 à New York et décédé le 17 juillet 1970 à Aspen, Colorado, États-Unis. Il a énormément travaillé pour le cinéma et la télévision.

## Filmographie
- 1947 : Twilight on the Rio Grande (en) de Frank McDonald
- 1947 : Along the Oregon Trail
- 1948 : Sundown in Santa Fe
- 1949 : Rose of the Yukon (en)
- 1949 : Sheriff of Wichita
- 1949 : Daughter of the Jungle (en)
- 1949 : Hideout
- 1949 : Le Fantôme de Zorro (Ghost of Zorro)
- 1949 : Death Valley Gunfighter
- 1949 : Prince of the Plains (en) de Philip Ford
- 1949 : Streets of San Francisco
- 1949 : Susanna Pass (en)
- 1949 : Frontier Investigator
- 1949 : Law of the Golden West
- 1949 : Outcasts of the Trail
- 1949 : King of the Rocket Men de Fred C. Brannon
- 1949 : The Wyoming Bandit
- 1949 : South of Rio
- 1949 : Bandit King of Texas
- 1949 : The James Brothers of Missouri (en)
- 1949 : Post Office Investigator (en)
- 1949 : Down Dakota Way
- 1949 : Flame of Youth (en) de R. G. Springsteen
- 1949 : San Antone Ambush
- 1949 : Navajo Trail Raiders
- 1949 : Alias the Champ (en)
- 1949 : Ranger of Cherokee Strip
- 1949 : The Golden Stallion
- 1949 : Pioneer Marshal
- 1949 : Powder River Rustlers (en) de Philip Ford
- 1950 : The Blonde Bandit (en)
- 1950 : Unmasked
- 1950 : Gunmen of Abilene
- 1950 : Tarnished
- 1950 : Belle of Old Mexico
- 1950 : Federal Agent at Large (en)
- 1950 : Twilight in the Sierras
- 1950 : Code of the Silver Sage
- 1950 : Harbor of Missing Men
- 1950 : The Vanishing Westerner
- 1950 : The Arizona Cowboy (en)
- 1950 : Radar Patrol vs. Spy King (en)
- 1950 : Salt Lake Raiders
- 1950 : Hills of Oklahoma (it)
- 1950 : Destination Big House (en)
- 1950 : Covered Wagon Raid
- 1950 : Trial Without Jury (en) de Philip Ford
- 1950 : The Old Frontier
- 1950 : Vigilante Hideout
- 1950 : The Showdown
- 1950 : Lonely Heart Bandits (en)
- 1950 : Frisco Tornado
- 1950 : Redwood Forest Trail (it)
- 1950 : Prisoners in Petticoats
- 1950 : Rustlers on Horseback
- 1950 : Flying Disc Man from Mars (en)
- 1950 : Under Mexicali Stars
- 1950 : The Missourians
- 1951 : The Pride of Maryland
- 1951 : Rough Riders of Durango
- 1951 : Missing Women (en) de Philip Ford
- 1951 : Night Riders of Montana
- 1951 : Silver City Bonanza (en)
- 1951 : Cuban Fireball
- 1951 : Insurance Investigator (en)
- 1951 : Thunder in God's Country
- 1951 : Don Daredevil Rides Again
- 1951 : Buckaroo Sheriff of Texas
- 1951 : Wells Fargo Gunmaster (it) de Philip Ford
- 1951 : Million Dollar Pursuit
- 1951 : Secrets of Monte Carlo (en)
- 1951 : The Dakota Kid
- 1951 : Government Agents vs. Phantom Legion (en)
- 1951 : Rodeo King and the Senorita (en) de Philip Ford
- 1951 : Fort Dodge Stampede (en)
- 1951 : Havana Rose
- 1951 : Arizona Manhunt
- 1951 : Utah Wagon Train (en) de Philip Ford
- 1951 : Street Bandits
- 1951 : Desert of Lost Men
- 1952 : Radar Men from the Moon (en)
- 1952 : Captive of Billy the Kid
- 1952 : Leadville Gunslinger
- 1952 : The Fabulous Senorita
- 1952 : Wild Horse Ambush
- 1952 : Border Saddlemates
- 1952 : Marins et marraines (en) (Gobs and Gals) de R. G. Springsteen
- 1952 : Black Hills Ambush
- 1952 : Thundering Caravans
- 1952 : Zombies of the Stratosphere (en)
- 1952 : Old Oklahoma Plains (it)
- 1952 : Tropical Heat Wave
- 1952 : Desperadoes' Outpost
- 1952 : South Pacific Trail
- 1953 : La Femme qui faillit être lynchée (Woman They Almost Lynched)
- 1953 : Madame voulait un manteau de vison (The Lady Wants Mink) de William A. Seiter
- 1953 : Iron Mountain Trail (it)
- 1953 : Savage Frontier
- 1953 : Down Laredo Way (it)
- 1953 : El Paso Stampede
- 1954 : Untamed Heiress
- 1954 : La Révolte des Cipayes (Bengal Brigade)
- 1954 : La Montagne jaune (The Yellow Mountain)
- 1955 : Le Culte du cobra (Cult of the Cobra)
- 1955 : L'Homme traqué (A Man Alone)
- 1956 : The Toy Tiger
- 1956 : La Flèche brisée (Broken Arrow) (série télévisée)
- 1957 : The Halliday Brand (en) de Joseph H. Lewis
- 1957 : Affair in Reno
- 1957 : Kelly and Me
- 1957 : Joe Butterfly
- 1957 : The Restless Gun (série télévisée)
- 1957 : Love Slaves of the Amazons
- 1958 : The Explosive Mr. Magoo
- 1958 : Buckskin (série télévisée)
- 1960 : The Mating Urge
- 1960 : Thriller (série télévisée)
- 1961 : The Bob Cummings Show (série télévisée)
- 1962 : Le Virginien (The Virginian) (série télévisée)
- 1962 : Suspicion (The Alfred Hitchcock Hour) (série télévisée)
- 1962 : Les Hommes volants (Ripcord) (série télévisée)
- 1962 : The Brazen Bell
- 1964 : Le Prix d'un meurtre (The Hanged Man) (TV)
- 1968 : Something for a Lonely Man (en) (TV)
- 1968 : Dernière mission à l'Est (The Sunshine Patriot) (TV)
- 1969 : Lost Flight (en) (TV)
- 1969 : Trial Run (TV)
- 1969 : Haute tension dans la ville (Deadlock) (TV)
- 1969 : The Survivors (série télévisée)
- 1970 : The Movie Murderer (TV)
- 1972 : Chasseur d'homme (The Manhunter) (TV)
- 1998 : Sorte Holger - en gammel skurk (TV)